# Synallaxis fuscorufa
El pijuí de Santa Marta (Synallaxis fuscorufa), también denominado chamicero o rastrojero serrano (en Colombia) es una especie de ave paseriforme de la familia Furnariidae perteneciente al numeroso género Synallaxis. Es endémica de la Sierra Nevada de Santa Marta, en el noreste de Colombia.

## Distribución y hábitat

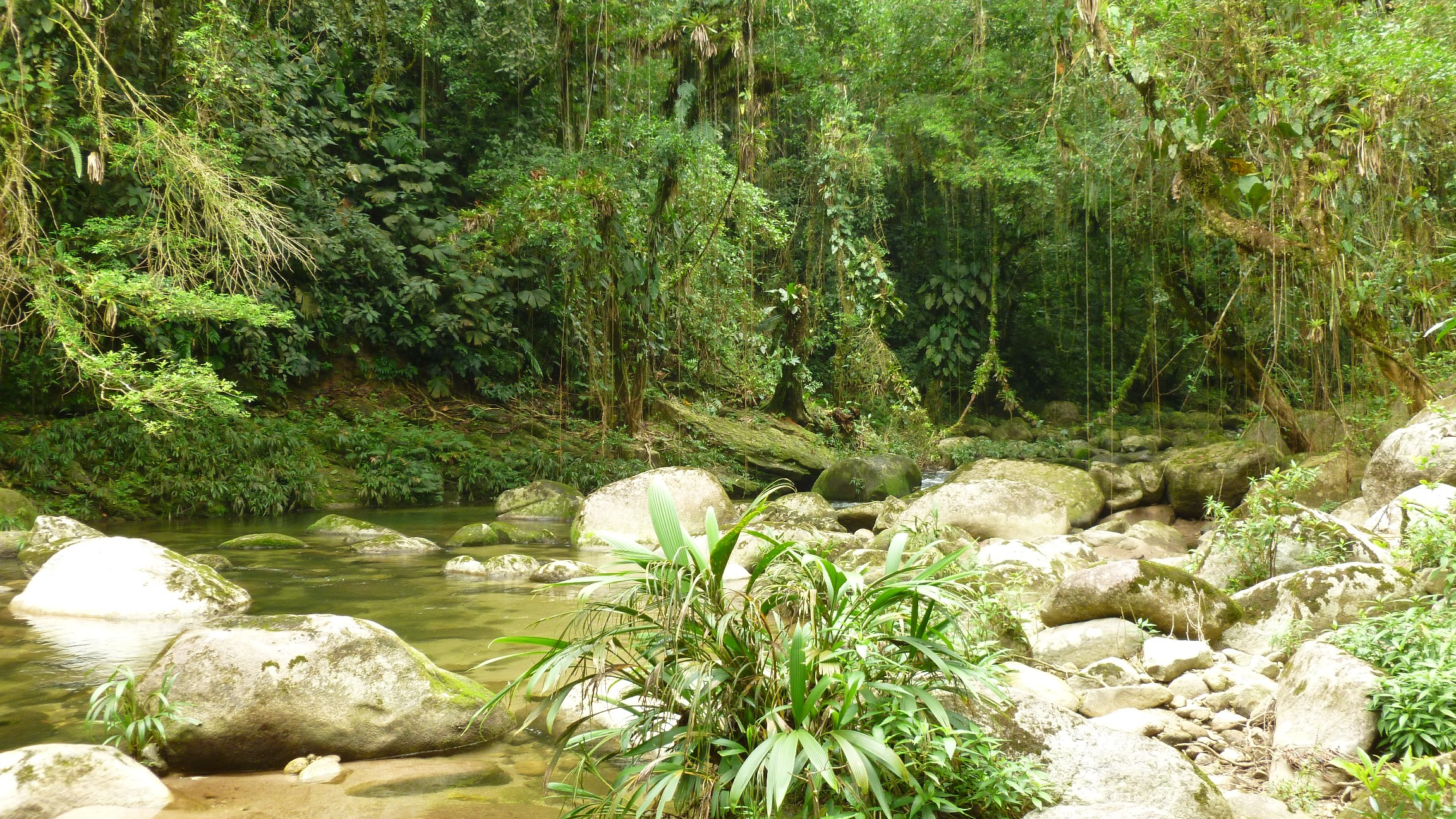
Sotobosque de selva primaria en la Sierra Nevada de Santa Marta, el hábitat de la especie.

Esta especie es considerada localmente bastante común en su hábitat natural: el sotobosque y los bordes de selvas húmedas montanas de la Sierra Nevada de Santa Marta, en altitudes entre 2000 y 3000 metros; puede moverse entre los 900 y 4600 metros.

## Descripción
Mide entre 16 y 18 cm de longitud y pesa entre 15 y 17 gramos. Tiene casi toda la cabeza y el cuerpo de color rufo (rojizo) brillante que es más pálido en el vientre, con los lores negros; el dorso y el obispillo son de contrastante color oliva grisáceo, como también los flancos.

## Estado de conservación
El pijuí de Santa Marta ha sido calificado como vulnerable por la Unión Internacional para la Conservación de la Naturaleza (IUCN) debido a que su pequeña y fragmentada zona de distribución y su población, estimada entre 2500 y 10 000 individuos maduros, están en decadencia como resultado de la continua pérdida de hábitat causada por la agricutura ilegal, tala de árboles para madera y quemadas. La intensificación de estas presiones puede llevar a ser listada como amenazado de extinción cuando más datos sobre las tasas de deforestación estén disponibles.

## Comportamiento
Busca alimento en el sotobosque y bordes del bosque, en las ramas entre los 0,5 y 7 m de altura, en pareja o grupos familiares y a veces con bandadas mixtas con otras especies.

### Vocalización
Su canto más frecuente es un corto y nasal «di-dit-du».

## Sistemática

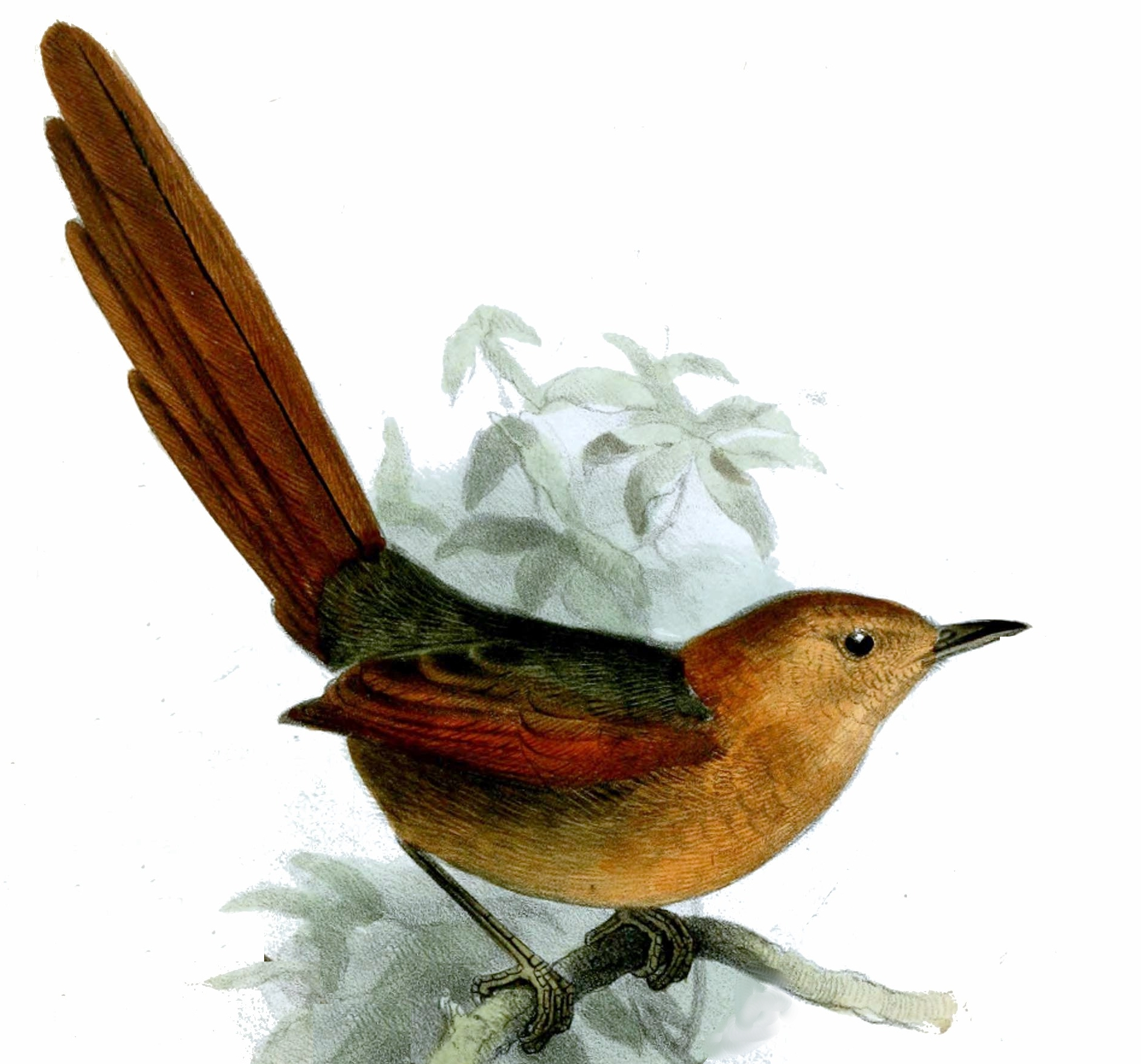
Synallaxis fusco-rufa, ilustración de Smit en Proceedings of the Zoological Society of London, 1882.

### Descripción original
La especie S. fuscorufa fue descrita por primera vez por el zoólogo británico Philip Lutley Sclater en 1882 bajo el nombre científico Synallaxis fusco-rufa; su localidad tipo es: «San Sebastián, 7000 pies [c. 2130 m], Sierra Nevada de Santa Marta, Colombia».

### Etimología
El nombre genérico femenino «Synallaxis» puede derivar del griego «συναλλαξις sunallaxis, συναλλαξεως sunallaxeōs»: intercambio; tal vez porque el creador del género, Vieillot, pensó que dos ejemplares de características semejantes del género podrían ser macho y hembra de la misma especie, o entonces, en alusión a las características diferentes que garantizan la separación genérica; una acepción diferente sería que deriva del nombre griego «Synalasis», una de las ninfas griegas Ionides. El nombre de la especie «fuscorufa», se compone de las palabras del latín «fuscus»: oscuro y «rufus»: rojizo; significando «de color rojizo oscuro».

### Taxonomía
Los datos genético-moleculares indican que esta especie puede estar más próxima al par formado por Synallaxis castanea y S. unirufa. Las tres ya han sido tratadas como conespecíficas. Es monotípica.